# نادي أوسترس
نادي أوسترس (بالسويدية: Östers Idrottsförening )‏ هو فريق كرة قدم من مدينة فاكسيو في السويد، أُسس بتاريخ 20 أبريل 1930، يلعب في سوبرتان، في Visma Arena ‏، يدرب النادي Thomas Askebrand ‏.

## وصلات خارجية
- صفحة بيانات نادي أوسترس على موقع كووورة، تاريخ الوصول: 25 سبتمبر 2018.
- الموقع الرسمي